# デスティノ・ジャパン
デスティノ・ジャパン（Destino Japan、1984年4月9日 - ）は、ドミニカ共和国出身のプロボクサーである。本名はブラディミール・アルヘニー・バエス・タベラス（Bladimir Argeny Baez Taveras）。ピューマ渡久地ボクシングジム所属。リングネームのデスティノはスペイン語で「運命」「目的地」を意味する。

## 来歴
ドミニカ共和国ラ・ベガ州ラ・ベガで生まれ、14歳でボクシングを始めた。アマチュアではEDPAサンティアゴ・タイトルで優勝、コパ国際大会では銅メダルを獲得するなど活躍し、2004年アテネオリンピックのドミニカ共和国代表にも選出された。
2007年6月2日、母国でプロデビュー。
2009年10月25日、ドミニカ共和国スーパーライト級王座獲得。
ドミニカ共和国時代のプロ戦績は24戦20勝18KO2敗2分。しかし、世界挑戦の機会は訪れなかった。
2016年4月、旧知の後輩で同郷であるザッパ・トウキョウに誘われ来日、ザッパが所属するピューマ渡久地ジムに入門した。
2017年4月21日、後楽園ホールにて日本デビュー戦を永田大士から7回TKO勝利。
2018年5月7日、細川バレンタインが持つ日本スーパーライト級王座に挑むが、ダウンの応酬の末7回KO負けで日本初タイトルはならなかった。
12月1日、今野裕介とのノンタイトルに敗れ連敗。
2019年8月2日、岩原慶にTKOで再起。
10月19日、宮崎辰也にTKO勝利。
2020年1月12日、トゴルドル・バットツォグトに判定負け。
12月19日、母国の首都サントドミンゴにて凱旋試合を行うが、アンドレス・サパタに5回KO負け。

## 人物
- 同じくアテネオリンピックボクシングドミニカ共和国代表に選ばれたファン・カルロス・パヤノは同じ町の出身であり、現在でも一番の親友だという[1]。

## 戦績
- プロ：35戦 26勝 24KO 7敗 2引分

## 獲得タイトル
- ドミニカ共和国スーパーライト級王座